# Mesomachilis californica
Mesomachilis californica är en insektsart som beskrevs av Sturm 1991. Mesomachilis californica ingår i släktet Mesomachilis och familjen klippborstsvansar. Inga underarter finns listade i Catalogue of Life.